# ヤールギュレシ
ヤールギュレシ（トルコ語: Yağlı güreş）またはオイルレスリングは、トルコで650年を超える歴史を持つ伝統格闘技であり、トルコの国技とされている。Yağlı güreş の Yağlı（）は、油、güreş（）はレスリング（相撲）を意味する。日本ではトルコ相撲とも呼ばれる。
トルコ国内で行われるトーナメントは主要なものだけでも年間40あり、毎年6月から7月にかけてトルコとギリシャの国境の街エディルネで全国大会が開催される。この大会は「40の泉」を意味する KIRKPINAR（）と呼ばれ、参加レスラーの数はおよそ1800名、格闘技の大会としては世界最古とされている。競技場は主に屋外の牧草地である。
ギュレシにはトルコ民族伝統のオイルを塗らずに行うものと、アナトリアに入ってからローマ帝国、東ローマ帝国の伝統を受け継いだ上半身に油を塗りこんで行うものの2種類があるが、後者の方が主流となった。
レスラーは木綿糸のステッチで強化した牛革を縫い合わせて作られた黒い革ズボン「クスベット」を身に付け、全身に大量のオリーブオイルを浴びて組み合う。全国大会での3日間に消費されるオイルは2000リットルを超える。オイルが滑るため超人的な腕力が必要とされ、肌の摩擦に頼らない技は独創的なものが多い。対戦相手の革ズボンに腕を差し入れて股関節から持ち上げる技は頻繁に見られるが、性器への攻撃は厳重に禁じられている。
かつてのルールは単純であり、相手の背中を一瞬でも地面につけるか、全身を持ち上げて数歩歩けば勝ちであった。とはいえ、オイルの効果によって競技の進行は困難を極め、試合時間が無制限であった時代には正に命がけの闘いであった。1975年に試合時間が40分に制限され、現在では2004年に導入された新しい競技ルールによってポイント制が採用された。このためフォールによる一本勝ちの他、リフトやバックを取るなどの技を組み合わせてポイント差で勝利することも可能となった。
KIRKPINARの全国大会には各国の有力レスラーに対する招待枠があり、これまでに二度、大相撲力士の招聘が試みられた。また2006年には小泉元総理がエルドアン首相に対し、トルコ人レスラーの相撲部屋への入門を提案したが、いずれも実現には至っていない。